# Vineta (odmiana ziemniaka)
Vineta (również Veneta) – niemiecka, wczesna odmiana ziemniaka jadalnego typu A i B stworzona w 1986 roku przez EUROPLANT Pflanzenzucht.  W roku 2001 wpisana do państwowego rejestru Rosji pod nazwą Vineta. Jedna z najpopularniejszych odmian ziemniaka na świecie.  
Ziemniaki tej odmiany mają okrągłoowalne bulwy o regularnych kształtach. Waga bulwy zazwyczaj wynosi pomiędzy 90 a 110 g. Zawartość skrobi wynosi od 12,7% do 13-14%. Ziemniaki mają cienką szorstką skórkę (średnio chropowatą), płytkie oczka i biały, beżowy, żółty lub jasnożółty miąższ, który po ugotowaniu lekko się rozsypuje się.
Ziemniak tej odmiany wyróżnia się doskonałą jakością kulinarną oraz wyjątkowym smakiem. 
Cenione są za dobrą zdolność do przechowywania. Przeznaczone są do uprawiania na glebach klasy lekkiej i średnich. Podczas uprawy są odporne na suszę, dlatego odmiana zyskała dużą popularność w Azji Środkowej i Południowej. 
Odmiana jest wrażliwa na metrybuzynę, substancję czynną zawartą w niektórych herbicydach. Jest odporna na mątwika ziemniaczanego oraz wykazuje średnią odporność na zarazę ziemniaczaną i alternariozę. Ponadto, jest mało podatna na uszkodzenia, parcha i rdzawą plamistość, a także wykazuje średnią podatność na czarną plamistość.